# آرین طاری
آرین طاری (زادهٔ ۱۴ خرداد ۱۳۷۸) استادبزرگ شطرنج ایرانی الاصل اهل کشور نروژ است. وی موفق شد که در سن ۱۷ سالگی به درجه استاد بزرگی شطرنج دست یابد.
وی در سال ۲۰۱۲ و در سن ۱۳ سالگی قهرمان شطرنج زیر ۲۰ سال نروژ شد و به رقابتهای شطرنج قهرمانی جوانان جهان راه یافت.
سپس در سال ۲۰۱۵ و در سن ۱۶ سالگی موفق به کسب مقام قهرمانی شطرنج بزرگسالان نروژ شد و به تیم ملی شطرنج نروژ به جهت حضور در رقابتهای المپیاد شطرنج سال ۲۰۱۶ دعوت شد.
وی موفق شد در قالب تیم ملی شطرنج نروژ و با حضور ماگنوس کارلسن قهرمان شطرنج جهان به مقام دوازدهمی تیمی رقابتهای المپیاد شطرنج سال ۲۰۱۶ دست یابد.
آرین طاری در سال ۲۰۱۷ قهرمان شطرنج جوانان جهان شد.